# Gundowald
Gundowald, auch Gundobald, Gundovald oder Gondovald (französisch Gombaud; † 585) war um 584 oder 585 als Usurpator König von Aquitanien; er wurde im Jahr 585 von König Guntram I. aus dem Geschlecht der Merowinger in Comminges gefangen genommen und getötet.

## Familiengeschichte
Gundowald behauptete, der uneheliche Sohn von König Chlothar I., dem 561 verstorbenen letzten König des Gesamtreichs, zu sein, was er und seine Mutter durch Zeugen zu belegen versuchten. Von Chlothar jedoch zu Lebzeiten verleugnet und öffentlich seines Königsanspruches durch Abschneiden der Haare beraubt, floh er über Italien nach Konstantinopel, wo ihm der oströmische Kaiser Asyl gewährte.

## Aufstand gegen Guntram
581 kam es im Frankenreich zu inneren Wirren, so dass eine Gruppe von Adligen die Entsendung Gundowalds bei Kaiser Tiberios erbat. Mit finanzieller Unterstützung durch dessen Nachfolger Maurikios, der hoffte, auf diese Weise wieder Einfluss in den einstigen Provinzen Galliens gewinnen zu können, kehrte Gundowald 582/83 als Prätendent ins Reich Guntrams zurück. Zahlreiche Große wünschten sich ihn als neuen Herrscher und luden Gundowald ein, die Herrschaft über gewisse Teile des Reiches zu übernehmen. Zu den Invitatoren zählten hauptsächlich Gunthramn Boso und Mummolus. Gundowald nahm mit seinem Heer einige Städte im südlichen Gallien ein und ließ sich schließlich zum König erheben. Doch inzwischen hatten sich innere Veränderungen ergeben, und die meisten Adligen versagten dem Usurpator die Unterstützung. Guntram, als legitimer Sohn Clothars König von Burgund, zog nun gegen Gundowald, den er als angeblichen Müller-Sohn „Ballomer“ verunglimpfte, um zu betonen, dass der Prätendent in Wahrheit gar kein echter Merowinger sei. Gundowald floh nach Comminges, wo ihn seine verbliebenen Anhänger im Angesicht der Übermacht des Heeres von Guntram übergaben. Gundowald wurde hingerichtet, Guntram hatte seine Königswürde erfolgreich verteidigt, und der letzte dokumentierte Versuch des oströmischen Kaisers, in Gallien Einfluss zu nehmen, war gescheitert.